# 和歌山県道132号船戸停車場線
和歌山県道132号船戸停車場線（わかやまけんどう132ごう ふなとていしゃじょうせん）は、和歌山県岩出市を通る一般県道である。

## 概要
船戸停車場（岩出市船戸）から岩出市船戸に至る。

### 路線データ
- 起点：和歌山県岩出市船戸（JR西日本和歌山線 船戸駅前）
- 終点：和歌山県岩出市船戸（船戸交差点、和歌山県道10号岩出野上線起点、和歌山県道14号和歌山打田線交点）
- 実延長：217 ｍ

## 歴史
本路線は、道路法（昭和27年法律第180号）第7条の規定に基づき、一般県道として1959年（昭和34年）に和歌山県が第1次認定した路線のひとつである。

### 年表
- 1959年（昭和34年）5月14日 - 和歌山県が一般県道として船戸停車場線を認定[1]。

## 地理

### 通過する自治体
- 和歌山県
  - 岩出市

### 交差する道路
| 交差する道路                                        | 交差する場所 | 交差する場所      |
| --------------------------------------------------- | ------------ | ----------------- |
| 和歌山県道10号岩出野上線 和歌山県道14号和歌山打田線 | 船戸         | 船戸交差点 / 終点 |

### 沿線
- JR西日本和歌山線 船戸駅
- 紀の川